# Yakima SunDome
 (septembre 2016).
Si vous disposez d'ouvrages ou d'articles de référence ou si vous connaissez des sites web de qualité traitant du thème abordé ici, merci de compléter l'article en donnant les références utiles à sa vérifiabilité et en les liant à la section « Notes et références ».
Le Yakima SunDome est une salle omnisports située à Yakima, dans l'État de Washington.
C'est le parquet des Sun Kings de Yakama de la Continental Basketball Association. La salle a une capacité de 6 195 places assises, et a une capacité jusqu'à 8 000 personnes.

## Histoire
Il a été construit en 1990 sur le Central Washington State Fairgrounds et sert souvent de salle d'exposition.
Initialement, le SunDome devait s'appeler le QueenDome afin d'être le frère du Kingdome de Seattle.

## Événements
- WIAA/Dairy Farmers of Washington 1B, 1A, and 2A High School Basketball State Tournaments.